# Taraxacum pyrenaicum
Espèce
Synonymes
- Taraxacum officinale subsp. pyrenaicum (Reuter) P.Fourn.[1]
- Taraxacum dissectum Auct.

Taraxacum pyrenaicum  est une espèce de plante à fleurs de la famille des Asteraceae. C'est un pissenlits de la section  Obliqua.